# Одного разу цей біль принесе тобі користь
«Одного разу цей біль принесе тобі користь» (англ. Someday This Pain Will Be Useful to You) — кінофільм режисера Роберто Фаенца, що вийшов на екрани в 2011 році.

## Зміст
Молодий хлопчина проводить літо у бабусі перед початком навчального року. Він записується на сеанси терапії, де поступово розповідає про своє життя і різних ситуаціях, які виникали на його шляху. Часом він справлявся на відмінно, часом зазнавав поразки — все, як і у мільйонів інших людей на Землі.

## Ролі
| Актор             | Роль         |
| ----------------- | ------------ |
| Тобі Регбо        | -            |
| Марсія Ґей Гарден | Марджорі     |
| Люсі Лью          | -            |
| Пітер Галлагер    | -            |
| Стівен Ленг       | -            |
| Дебора Енн Волл   | -            |
| Еллен Берстін     | -            |
| Обрі Пласа        | -            |
| Джонні Вестон     | -            |
| Шивон Феллон      | -            |
| Олек Крупа        | Генрик Марія |

## Знімальна група
- Режисер — Роберто Фаенца
- Сценарист — Роберто Фаенца, Дахлія Хейман, Пітер Камерон
- Продюсер — Мілена Канонеро, Ельда Феррі, Рон Стейн
- Композитор — Андреа Гуерра